# 野々山頼兼
野々山 頼兼（ののやま よりかね）は、安土桃山時代から江戸時代初期にかけての武将。

## 略歴
三河国の出身。幼少の頃は徳川家康に仕え、後にその子・秀忠に仕える。入洛および関ヶ原の戦いに供奉したのち、腰物奉行となった。
慶長3年（1598年）には武蔵国都筑郡茅ヶ崎村（現神奈川県横浜市）に230石の領地を与えられ、慶長7年（1602年）には、上野国勢多郡武士村（現群馬県伊勢崎市）に300石加増された。
慶長9年（1604年）7月22日、死去。享年33。養子・兼綱が後を継いだ。